# باتريسيو كويفا خاراميو
باتريسيو كويفا خاراميو هو صحفي ورسام إكوادوري، ولد في 28 ديسمبر 1928 في كوينكا في الإكوادور، وتوفي في 19 مايو 2010.